# Unter dem Himmel von Paris
Unter dem Himmel von Paris (im Original französisch meist kurz Sous le Ciel de Paris, vollständig Sous le Ciel de Paris coule la Seine, deutsch „Unter dem Himmel von Paris fließt die Seine“) ist ein Film des französischen Regisseurs Julien Duvivier, der im Jahr 1951 erschien.

## Handlung
Bedeutendes und Alltägliches geschieht unter dem Himmel von Paris; etliche dieser kleinen Geschichten sind miteinander verwoben: Ein Bildhauer tötet eine junge Frau, die Paris erkunden wollte. Ein Medizinstudent rettet einen Arbeiter – dieser wurde versehentlich von dem Polizisten verletzt, der den Bildhauer erschießt; eine Frau kämpft um ihre immer größer werdende Einsamkeit und ein Mädchen, das von zu Hause weglief, kehrt wieder heim. Alle Geschichten vereint das Titellied.

## Deutsche Synchronfassung
Die deutsche Synchronfassung erstellte die Internationale Film-Union Remagen unter der Leitung von Georg Rothkegel. Der Kommentar wurde von Erich Ponto („Die Feuerzangenbowle (1944)“) gesprochen, die eingedeutschten Lieder von Gerhard Wendland und Rudi Schuricke gesungen.

## Kritik
„Duvivier (…) stellt sich in diesem Film als Meister der Episode. (…) Dieser Film gehört wirklich zu den Spitzenleistungen der Weltproduktion. Neorealistisch im Stil, lässt er die neue italienische Schule durch seine verinnerlichte Tiefe weit unter sich.“

Der Filmdienst beurteilte den Film als „Sehenswert“ und lobte: „Die Geschichten wurden liebevoll und detailbesessen zu einem abwechslungsreichen und unterhaltsamen Film verknüpft.“